# 18ª Divisione artiglieria mitragliera
La 18ª Divisione artiglieria mitragliera (in russo 18-я пулемётно-артиллерийская дивизия?, 18-ja pulemёtno-artillerijskaja divizija, unità militare 05812, in precedenza 65531), anche nota come Regione fortificata delle Curili (in russo Курильский укреплённый район?, Kuril'skij ukreplёnny rajon), è un'unità di artiglieria delle Forze terrestri russe, subordinata al 68º Corpo d'armata del Distretto militare orientale e con base a Gorjačie Ključi nel Kuril'skij rajon.

## Storia

### Prima formazione
L'unità venne costituita per la prima volta nell'ottobre del 1941 come seconda formazione della 184ª Divisione fucilieri dell'Armata Rossa, redesignazione della 4ª Divisione fucilieri dell'NKVD attivata in Crimea il mese precedente. Dopo aver combattuto sul fiume Don, prese parte alla battaglia di Stalingrado a partire dal settembre 1942. Nel settembre 1943 contribuì alla liberazione di Duchovščina, venendo per questo intitolata alla città. Dispiegata nel settore settentrionale del fronte, il 12 luglio 1944 occupò la città di Trakai. Durante l'Offensiva della Prussia Orientale raggiunse il confine della Germania nazista, oltrepassando il Neman. Successivamente venne trasferita in Estremo Oriente, dove partecipò all'invasione sovietica della Manciuria. Per i meriti dimostrati in combattimento, nel corso del conflitto venne insignita degli Ordini della Bandiera Rossa, di Suvorov e di Kutuzov.
L'8 giugno 1946, sulla base della 184ª Divisione fucilieri e della 18ª Brigata artiglieria mitragliera, recentemente costituita a partire dalla 109ª Regione fortificata già attiva nell'area, venne formata la 18ª Divisione artiglieria mitragliera. La divisione venne tuttavia sciolta nel 1949.

### Seconda formazione
La divisione venne ricostituita il 19 maggio 1978 nei pressi di Chabarovsk, senza ereditare la discendenza e i titoli della formazione precedente, e schierata nelle isole Curili durante l'estate. La responsabilità dell'unità è di garantire la difesa dell'arcipelago in caso di attacco da parte del Giappone, ed è previsto che possa resistere soltanto da uno a quattro giorni senza ricevere supporto.
A partire dal 2022 elementi della divisione hanno preso parte all'invasione russa dell'Ucraina del 2022, venendo coinvolti nei combattimenti nell'area di Izjum durante la prima fase del conflitto. A luglio hanno subito diverse perdite scontrandosi con l'81ª Brigata aeromobile posta a difesa di Slov'jans'k.

## Struttura
- Comando di divisione[10]
- 46º Reggimento artiglieria mitragliera (unità militare 71435)
  - 1º Battaglione artiglieria mitragliera
  - 2º Battaglione artiglieria mitragliera
  - Battaglione meccanizzato mobile (MT-LB)
  - Compagnia corazzata (T-80BV)
  - Battaglione artiglieria semovente (2S5 Giatsint-S)
  - Batteria artiglieria lanciarazzi (BM-21 Grad)
  - Battaglione artiglieria missilistica contraerei (Strela-10 e ZSU-23-4 Shilka)
  - Battaglione missilistico contraereo (Tor-M1-2U e Buk-M1)
- 49º Reggimento artiglieria mitragliera (unità militare 71436)
  - 1º Battaglione artiglieria mitragliera
  - 2º Battaglione artiglieria mitragliera
  - Battaglione meccanizzato mobile (MT-LB)
  - Compagnia corazzata (T-80BV)
  - Battaglione artiglieria semovente (2S5 Giatsint-S)
  - Batteria artiglieria lanciarazzi (BM-21 Grad)
  - Battaglione artiglieria missilistica contraerei (Strela-10 e ZSU-23-4 Shilka)
  - Battaglione missilistico contraereo (Tor-M1-2U e Buk-M1)
  - Unità di supporto
- Compagnia comando
- Compagnia UAV

## Comandanti
- Colonnello Ivan Morozov (1978 - 1979)
- Maggior generale Fëdor Mel'ničuk (1979 - 1981)
- Maggior generale Anatolij Kostenko (1981 - 1984)
- Maggior generale V. Sitnikov (1984 - 1986)
- Colonnello V. Podašev (1986 - 1988)
- Maggior generale Nikolaj Kalyšev (1988 - 1990)
- Maggior generale V. Chlopcev (1990 - 1991)
- Maggior generale V. Enivatov (1991 - 1994)
- Maggior generale S. Žuravlёv (1994 - 1996)
- Maggior generale V. Gusev (1996 - 1998)
- Maggior generale Aleksandr Kurlikov (1998 - novembre 2002)
- Maggior generale Vladimir Kozlov (novembre 2002 - maggio 2007)
- Colonnello Valerij Asapov (maggio 2007 - luglio 2009)
- Colonnello Sergej Klimovskich (luglio 2009 - giugno 2010)
- Colonnello Pavel Kirsi (giugno 2010 - giugno 2011)
- Maggior generale Dmitrij Kraev (giugno 2011 - 20??)
- Maggior generale Ruslan Abdulchadžiev (2019 - 2020)
- Colonnello Oleg Moiseev (2020 - 2023)